# 412

## Починали
- Теофил Александрийски, патриарх на Александрия